# Eclissi solare del 18 maggio 1901
L'eclissi solare del 18 maggio 1901 è un evento astronomico che ha avuto luogo il suddetto giorno attorno alle ore 5.33 UTC.
L'eclissi, di tipo totale, è stata visibile in alcune parti dell'Asia (Indonesia), dell'Oceania (Australia e Papua Nuova Guinea) e dell'Africa (Madagascar)
La durata della fase massima dell'eclissi è stata di 6 minuti e 29 secondi e l'ombra lunare sulla superficie terrestre raggiunse una larghezza di 238 km; Il punto di massima totalità si è avuto in mare appena al largo dell'isola di Siberut, appartenente alla regione di Sumatra occidentale in Indonesia.
L'eclissi del 18 maggio 1901 divenne la prima eclissi solare nel 1901 e la prima nel XX secolo. La precedente eclissi solare ebbe luogo il 22 novembre 1900, la seguente l' 11 novembre 1901.

## Osservazioni
Un gruppo congiunto costituito da osservatori della British Royal Society e della Royal Astronomical Society ha studiato l'eclissi dalla città di Padang, capoluogo popoloso della provincia di Sumatra occidentale, al tempo facente parte delle Indie orientali olandesi. Il tempo era buono all'alba del 18 maggio ma le nuvole aumentarono gradualmente dopo l'inizio dell'eclissi solare. Nella fase di totalità, le nuvole hanno coperto il sole e tendevano ad addensarsi, rendendo sempre più difficile vedere il sole attraverso le nuvole. Sempre a Padang ha stazionato un gruppo di astronomi dell'osservatorio Lick per osservare l'evento. 

## Eclissi correlate

### Eclissi solari 1898 - 1902
Questa eclissi è un membro di una serie semestrale. Un'eclissi in una serie semestrale di eclissi solari si ripete approssimativamente ogni 177 giorni e 4 ore (un semestre) in nodi alternati dell'orbita della Luna.

### Ciclo di Saros 136
L'evento fa parte del ciclo di Saros 136, che si ripete ogni 18 anni, 11 giorni, comprendente 71 eventi. La serie iniziò con un'eclissi solare parziale il 14 giugno 1360. Comprende eclissi ibride dal 22 novembre 1612 al 17 gennaio 1703 ed eclissi totali dal 27 gennaio 1721 fino al 13 maggio 2496. La serie termina al membro 71 con un'eclissi parziale il 30 luglio 2622. L'eclissi più lunga si è verificata il 20 giugno 1955, con una durata massima della totalità a 7 minuti e 7 secondi. Tutte le eclissi di questa serie si verificano nel nodo discendente della Luna.